# Utu Mikava

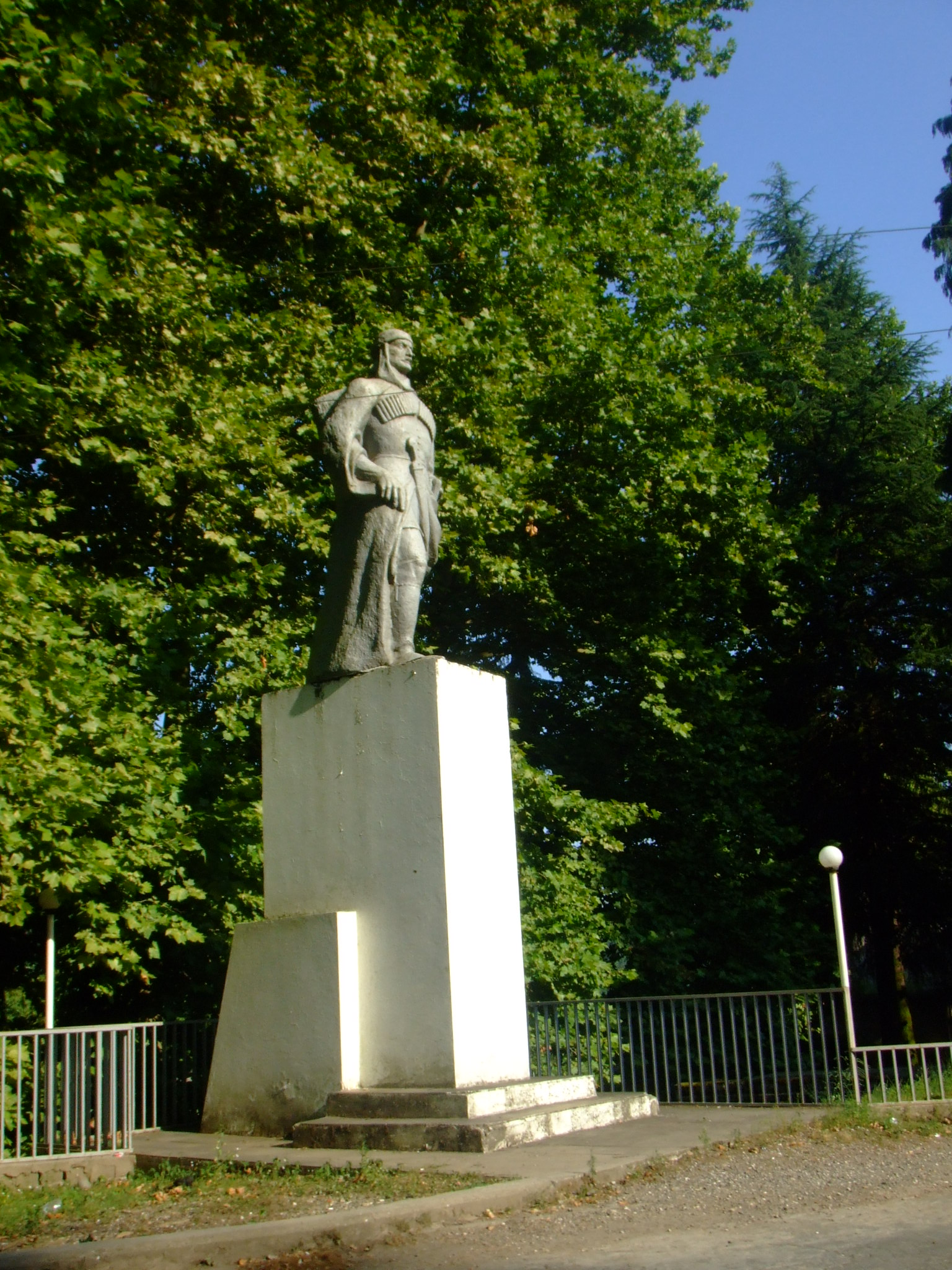
Statue de Utu Mikava, à Tsalendjikha, en Mingrélie-Haute Svanétie (Géorgie).

Utu Mikava (1812-1857) est un forgeron, chef d'une révolte de paysans en Mingrélie, en 1857.